# Tylopelta monstrosa
Tylopelta monstrosa är en insektsart som beskrevs av Leon Fairmaire. Tylopelta monstrosa ingår i släktet Tylopelta och familjen hornstritar. Inga underarter finns listade i Catalogue of Life.